# Sinampang
Sinampang is een bestuurslaag in het regentschap Dairi van de provincie Noord-Sumatra, Indonesië. Sinampang telt 1402 inwoners (volkstelling 2010).